# 新店镇 (漯河市)
新店镇，是中华人民共和国河南省漯河市郾城区下辖的一个乡镇级行政单位。

## 行政区划
新店镇下辖以下地区：
新店村、周庄村、斗王村、闫李村、长河李村、周石黄村、冯庄村、三赵村、吴拐村、庄店村、台东村、台西村、尧张村、齐罗村、尧河庙村、前丁村、郭寺村、冉口村、双楼徐村、薛庄村、张店村、任庄村、锁梁村、游庄村和春庄村。